# Lago Lutz Bagger
El lago Lutz Bagger (en alemán: Lutz Baggersee) es un lago situado en la región administrativa de Sigmaringen, en el estado de Baden-Württemberg (Alemania), a una elevación de 580 metros; tiene un perímetro de 2.25 km. 